# Pristimantis gretathunbergae
Espèce
Pristimantis gretathunbergae est une espèce d'amphibiens de la famille des Craugastoridae originaire du Panama. Elle est nommée en l'honneur de la militante pour le climat Greta Thunberg.
Elle vit dans les phytotelmes, réservoirs d'eaux créés par les feuilles des broméliacées poussant dans les forêts de nuage du mont Chucantí et des autres montagnes du Panama.
Le spécimen a été découvert à Cerro Chucantí, une réserve privée située dans la province de Darién par une équipe internationale de biologistes dirigée par les docteurs Abel Batista du Panama, et Konrad Mebert de Suisse.
La nouvelle espèce de grenouille est endémique du Panama. Elle ne vit que dans les hautes montagnes du Darién et au centre du Panama.

## Galerie

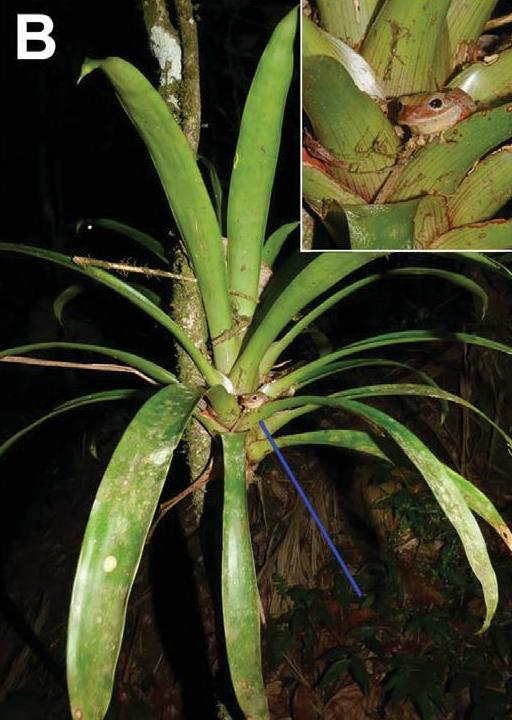
Dans une Broméliacée
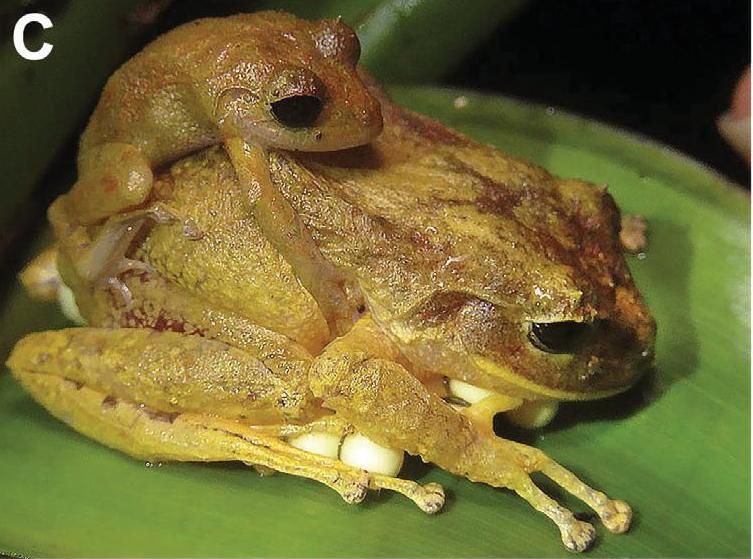
Accouplement.
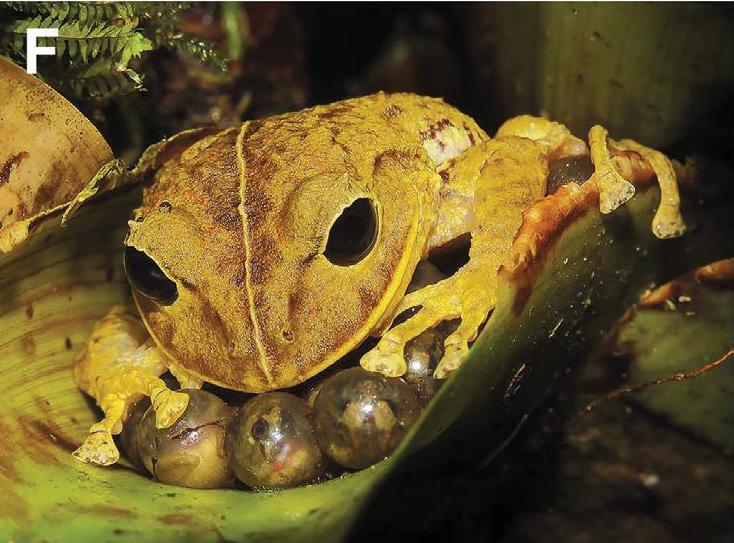
Femelle protégeant ses œufs.

## Publication originale
- (en) Konrad Mebert, Macario González-Pinzón, Madian Miranda, Edgardo Griffith, Milan Vesely, P. Lennart Schmid et Abel Batista, « A new rainfrog of the genus Pristimantis (Anura, Brachycephaloidea) from central and eastern Panama », ZooKeys, Sofia, Pensoft Publishers (d), vol. 1081,‎ 10 janvier 2022, p. 1-34 (ISSN 1313-2989 et 1313-2970, OCLC 248547717, DOI 10.3897/ZOOKEYS.1081.63009, lire en ligne).